# Цло (Свентокшиське воєводство)
Цло (пол. Cło) — село в Польщі, у гміні Казімежа-Велька Казімерського повіту Свентокшиського воєводства.
Населення — 94 особи (2011).
У 1975-1998 роках село належало до Келецького воєводства.

## Демографія
Демографічна структура на день 31 березня 2011 року:
|          | Загалом | Допрацездатний вік | Працездатний вік | Постпрацездатний вік |
| -------- | ------- | ------------------ | ---------------- | -------------------- |
| Чоловіки | 51      | 13                 | 34               | 4                    |
| Жінки    | 43      | 6                  | 24               | 13                   |
| Разом    | 94      | 19                 | 58               | 17                   |